# Дехівала (підрозділ окружного секретаріату)
Підрозділ окружного секретаріату Дехівала — підрозділ окружного секретаріату округу Коломбо, Західна провінція, Шрі-Ланка. Складається з 15 Грама Ніладхарі.